# Arnaldo Antunes
Arnaldo Antunes (São Paulo, 2 de septiembre de 1960) es un músico y poeta brasileño.
Hijo de Dora Leme Ferreira y Arnaldo Augusto Nora.
Participó en sorteos, performance e integró de 1982 a 1992 la banda de rock paulista Titãs, una de las más importantes del rock brasileño en la década de los 80. En Titãs actuó como vocalista y compositor, participando en siete discos y siendo autor de grandes éxitos como "Bichos Escrotos" (con Sergio Britto y Nando Reis), "Comida" (con Marcelo Fromer y Sergio Britto), "Que", "Familia" (con Tony Bellotto), "Miseria" (con Sergio Britto y Paulo Miklos) y "El Pulso" (con Marcelo Fromer y Tony Bellotto). Nunca dejó de escribir y aún lanzar libros de poemas mientras formaba parte del grupo. Después de salir de Titãs, continuó componiendo para la banda.
Hay canciones suyas en "Titanomaquia" (1993), "Domingo" (1995), "Acústico"(1996, en que participa en una parte) y "Volumen 2" (1998). Después de salir de la banda, arrancó su carrera en solitario como cantante, compositor, poeta y "videasta", lanzando el disco-libro-vídeo "Nombre" en 1993, al cual le siguieron "Nadie" (1995), "El Silencio" (1996) y "Un Sonido" (1998). Varios intérpretes ya grabaron canciones de su autoría: Marisa Monte ("Besa Yo", "Vuelva a su hogar" y otras), Jorge Ben Jor ("Cabello"), Gilberto Gil ("La ciencia en sí"), Rita Lee ("Lo que tú quieres"), Ney Matogrosso ("Comida") y Adriana Calcanhotto ("Para lá"), entre otros. Compuso en 1999 la banda sonora para el espectáculo "El Cuerpo", del grupo de danza minero Cuerpo, que salió en disco en 2000. Más tarde, en 2002, lanza en asociación con Marisa Monte y Carlinhos Brown el CD "Tribalistas", apuntando más a una estética musical. El disco recibió ese año el premio Grammy latino.
Se hizo también uno de los nombres más conocidos en la poesía contemporánea brasileña, sus composiciones integran antologías internacionales, su poesía cae dentro del movimiento concreto de Haroldo de Campos y Décio Pignatari.

## Discografía

### Con Titãs
- Titãs (1984)
- Televisión (1985)
- Cabeza Dinosaurio (1986)
- Jesús no tiene dientes en el país de los banguelas (1987)
- Go Back (1988)
- Õ Blesq Blom (1989)
- Todo al mismo tiempo ahora (1991)

### Solo
- Nombre (1993)
- Nadie (1995)
- El Silencio (1996)
- Un Sonido (1998)
- El Cuerpo (2000)
- Paradeiro (2001)
- Tribalistas (2002) con Marisa Monte y Carlinhos Brown.
- Saiba (2004)
- Qualquer (2006)
- Ao Vivo em Estúdio (2007)
- O real resiste (2020)

## Libros de poesía
- Ou e (1983)
- Psia (1986)
- Tudos (1990)
- As Coisas (1992)
- Nome (1993)
- 2 ou + Corpos no Mesmo Espaço (1997)
- Doble Duplo (2000)
- 40 Escritos (2000)
- Outro (2001)
- Palavra Desordem (2002)
- ET Eu Tu (2003)

### Antologías
- Antología (2006)
- Como É que Chama o Nome Disso (2006)

### Frases
- Frases do Tomé aos Três Anos (2006)